# Segunda División (Uruguay)
Die Segunda División Profesional de Uruguay ist die zweithöchste Spielklasse im uruguayischen Fußball.
Die im Jahr 1942 gegründete Liga besteht aktuell aus 12 Mannschaften, die um den Aufstieg in die Primera División Profesional de Uruguay, der höchsten Spielklasse in Uruguay, kämpfen.
Während sich der Meister und der Zweitplatzierte der Segunda División direkt für den Aufstieg in die Primera División qualifizieren, bestreiten die Dritt- und Viertplatzierten in den Play-offs zwei zusätzliche Begegnungen, in denen sich der Sieger für die höchste Liga qualifiziert. In der Saison 2010/11 spielten die Dritt- bis Sechstplatzierten im Rahmen einer Play-off-Runde mit zwei Halbfinals und einem Finale den dritten Aufsteiger aus.
Der Rekordsieger der Segunda División ist Centro Atlético Fénix, das siebenmal den Gewinn der Meisterschaft feiern konnte. River Plate und Institución Atlética Sud América waren je sechsmal erfolgreich. 1948 fand infolge eines Spielerstreiks keine Meisterschaftsrunde statt.

## Die Meister
- 1942 CS Miramar Misiones
- 1943 River Plate
- 1944 Rampla Juniors FC
- 1945 CA Progreso
- 1946 CA Cerro
- 1947 Danubio FC
- 1948 wegen Streik ausgesetzt
- 1949 CA Bella Vista
- 1950 Club Atlético Defensor
- 1951 Sud América
- 1952 Montevideo Wanderers
- 1953 CS Miramar Misiones
- 1954 Sud América
- 1955 Racing Montevideo
- 1956 Centro Atlético Fénix
- 1957 Sud América
- 1958 Racing Montevideo
- 1959 Centro Atlético Fénix
- 1960 Danubio FC
- 1961 Central Español
- 1962 Wanderers
- 1963 Sud América
- 1964 Colón FC
- 1965 Club Atlético Defensor
- 1966 Liverpool Montevideo
- 1967 River Plate
- 1968 CA Bella Vista
- 1969 Huracán Buceo
- 1970 Danubio FC
- 1971 CA Rentistas
- 1972 Wanderers
- 1973 Centro Atlético Fénix
- 1974 Racing Montevideo
- 1975 Sud América
- 1976 CA Bella Vista
- 1977 Centro Atlético Fénix
- 1978 River Plate
- 1979 CA Progreso
- 1980 Rampla Juniors FC
- 1981 El Tanque Sisley
- 1982 Colón FC
- 1983 Central Español
- 1984 River Plate
- 1985 Centro Atlético Fénix
- 1986 CS Miramar Misiones
- 1987 Liverpool Montevideo
- 1988 CA Rentistas
- 1989 Racing Montevideo
- 1990 El Tanque Sisley
- 1991 River Plate
- 1992 Rampla Juniors FC
- 1993 CA Basáñez
- 1994 Sud América
- 1995 Huracán Buceo
- 1996 CA Rentistas
- 1997 CA Bella Vista
- 1998 CA Cerro
- 1999 Juventud
- 2000 Wanderers
- 2001 Villa Española
- 2002 Liverpool Montevideo
- 2003 Club Sportivo Cerrito
- 2004 River Plate
- 2005 CA Bella Vista
- 2006 CA Progreso
- 2006/07 Centro Atlético Fénix
- 2007/08 Racing Montevideo
- 2008/09 Centro Atlético Fénix
- 2009/10 El Tanque Sisley
- 2010/11 CA Rentistas
- 2011/12 Central Español
- 2012/13 Sud América
- 2013/14 Tacuarembó FC
- 2014/15 Liverpool Montevideo
- 2015/16 Rampla Juniors FC
- 2016 El Tanque Sisley
- 2017 Club Atlético Torque
- 2018 Cerro Largo FC
- 2019 Club Atlético Torque
- 2020 Club Sportivo Cerrito
- 2021 Albion FC
- 2022: Racing
- 2023: Miramar Misiones

## Die Torschützenkönige
| Spielzeit | Spieler           | Verein                    | Tore          |
| --------- | ----------------- | ------------------------- | ------------- |
| 1942      | J. P. Funes       | Wilson                    | 15            |
| 1943      | M. Ladem          | Progreso                  | 12            |
| 1944      | J. P. Funes       | Danubio FC                | 14            |
| 1945      | M. Ladem          | Progreso                  | 15            |
| 1946      | Juan Burgueño     | Sud América               | 15            |
| 1947      | E. Suárez         | Bella Vista               | 10            |
| 1947      | O. San Martín     | Olivol                    | 10            |
| 1948      | Spielerstreik     | Spielerstreik             | Spielerstreik |
| 1949      | J. C. Toja        | Progreso                  | 15            |
| 1950      | Guzmán González   | Defensor                  | 15            |
| 1951      | Raúl Laña         | Sud América               | 15            |
| 1952      | A. O. Miranda     | Racing Club de Montevideo | 10            |
| 1953      | R. Acosta         | Sud América               | 9             |
| 1953      | E.Aguirre         | Sud América               | 9             |
| 1954      | José Figueroa     | Central                   | 19            |
| 1955      | José Baksa        | Centro Atlético Fénix     | 20            |
| 1956      | P. Santos         | Central                   | 10            |
| 1957      | Reiné Brasil      | River Plate               | 10            |
| 1957      | J. Berrueta       | Central                   | 10            |
| 1957      | Alberto Chagas    | Sud América               | 10            |
| 1958      | Eladio Benítez    | Racing                    | 16            |
| 1958      | Luis A. Pirez     | Racing                    | 16            |
| 1959      | Jorge Campanella  | Centro Atlético Fénix     | 15            |
| 1960      | Luis A. Pirez     | River Plate               | 17            |
| 1961      | Elbio Perdomo     | Central                   | 15            |
| 1962      | Walter Brienza    | Bella Vista               | 15            |
| 1963      | Omar P. Méndez    | Sud América               | 16            |
| 1964      | Jorge Paola       | Colón                     | 17            |
| 1965      | W. Sequeira       | Platense                  | 11            |
| 1965      | Jorge Campanella  | La Luz                    | 11            |
| 1966      | Elbio Perdomo     | Central                   | 12            |
| 1967      | Joffre O. Zubia   | River Plate               | 11            |
| 1968      | José A. Franqui   | Bella Vista               | 13            |
| 1969      | Jorge Etcheverría | Central                   | 12            |
| 1970      | Hamilton Rivero   | Danubio FC                | 12            |
| 1971      | Jorge Zanin       | Colón                     | 11            |
| 1972      | Oscar Guillen     | Centro Atlético Fénix     | 12            |
| 1973      | Américo Paredes   | Centro Atlético Fénix     | 9             |
| 1974      | Oscar Guillen     | Sud América               | 11            |
| 1975      | Montelongo        | Colón                     | 10            |
| 1976      | H.Delgado         | Bella Vista               | 12            |
| 1977      | Walter Bares      | Centro Atlético Fénix     | 17            |
| 1978      | Eduardo Rey       | La Luz                    | 20            |
| 1979      | J. L. Serrón      | Progreso                  | 15            |
| 1980      | R. Figueredo      | Oriental                  | 12            |

| Spielzeit | Spieler                 | Verein                                        | Tore |
| --------- | ----------------------- | --------------------------------------------- | ---- |
| 1981      | Montero                 | Rentistas                                     | 14   |
| 1982      | J. L. González          | Villa Española                                | 11   |
| 1983      | William Noble           | Central Español                               | 10   |
| 1984      | F. Ferreyra             | River Plate                                   | 11   |
| 1984      | C. de Lima              | Liverpool Montevideo                          | 11   |
| 1985      | Diego Aguirre           | Liverpool Montevideo                          | 12   |
| 1986      | William Noble           | Sud América                                   | 11   |
| 1987      | Eduardo Favaro          | Sud América                                   | 13   |
| 1988      | Pablo A. Correa         | Rentistas                                     | 11   |
| 1989      | R.Imerso                | Colón                                         | 11   |
| 1990      | Raul Ricardo Dos Santos | CA Basáñez                                    | 10   |
| 1990      | Daniel López            | Miramar Misiones                              | 10   |
| 1991      | Juan Ramón Carrasco     | River Plate                                   | 15   |
| 1992      | Jorge Perazza           | Sud América                                   | 12   |
| 1993      | Oscar Quagliatta        | Central Español                               | 16   |
| 1994      | Adolfo Barán            | Rentistas                                     | 14   |
| 1995      | Jorge Daniel Puglia     | Centro Atlético Fénix                         | 27   |
| 1996      | Julio Albino            | CA Basáñez                                    | 13   |
| 1997      | Diego Alonso            | Bella Vista                                   | 17   |
| 1998      | Marcelo Paredes         | Juventud                                      | 14   |
| 1999      | Carlos Lage             | Miramar Misiones                              | 14   |
| 1999      | Fabrizio de Carvalho    | Villa Española                                | 14   |
| 2000      | Julio de Souza          | Montevideo Wanderers                          | 19   |
| 2001      | Álvaro Méndez           | Progreso                                      | 15   |
| 2002      | Nelson Martín Crossa    | Miramar Misiones                              | 19   |
| 2003      | Everaldo Ferreira       | Club Sportivo Cerrito                         | 21   |
| 2004      | Diego Maag              | Huracán Buceo                                 | 14   |
| 2005      | Diego Vera              | Bella Vista                                   | 15   |
| 2006      | William Ferreira        | Centro Atlético Fénix                         | 11   |
| 2006/07   | Maximiliano Pérez       | Centro Atlético Fénix                         | 17   |
| 2007/08   | Santiago López          | Villa Española                                | 20   |
| 2008/09   | Mauro Guevgeozián       | Centro Atlético Fénix                         | 19   |
| 2009/10   | Daniel Martínez         | Plaza Colonia/El Tanque Sisley                | 10   |
| 2010/11   | Joel Burgueño           | Club Sportivo Cerrito                         | 13   |
| 2010/11   | Santiago Bello          | Club Atlético Atenas                          | 13   |
| 2011/12   | Ramón Valencio          | Central Español FC                            | 18   |
| 2012/13   | Guillermo Maidana       | Club Atlético Rentistas                       | 16   |
| 2013/14   | Aldo Díaz               | Tacuarembó FC                                 | 19   |
| 2014/15   | Emiliano Alfaro         | Liverpool Montevideo                          | 21   |
| 2015/16   | Jonathan Charquero      | Club Atlético Torque                          | 8    |
| 2016      | Franco López            | El Tanque Sisley                              | 8    |
| 2017      | Nicolás González        | Club Atlético Progreso                        | 16   |
| 2018      | Sebastián Gularte       | Tacuarembó FC                                 | 13   |
| 2018      | Joaquín Zeballos        | Juventud de Las Piedras                       | 13   |
| 2019      | Jonathan Soto           | Central Español FC/Club Atlético Villa Teresa | 11   |
| 2019      | Maximiliano Callorda    | Club Atlético Rentistas                       | 11   |
| 2020      | Maximiliano Silvera     | Club Sportivo Cerrito                         | 11   |
| 2021      | Diego Coelho            | CA Cerro                                      | 11   |
| 2022      | Diego Vera              | Racing Club de Montevideo                     | 16   |
| 2023      | Douglas Bittencourt     | Tacuarembó FC                                 | 17   |

- Quelle ab 1942:[5]
- Quelle ab 1990 bis 2003:[6]